# Liste der Biografien/Pah
Liste der Biografien |
Portal Biografien |
Personensuche
# |
A |
B |
C |
D |
E |
F |
G |
H |
I |
J |
K |
L |
M |
N |
O |
P |
Q |
R |
S |
T |
U |
V |
W |
X |
Y |
Z |
?
 
Pa |
Pc |
Pe |
Pf |
Ph |
Pi |
Pj |
Pk |
Pl |
Pm |
Pn |
Po |
Pr |
Ps |
Pt |
Pu |
Pv |
Pw |
Py
 
Paa |
Pab |
Pac |
Pad |
Pae |
Paf |
Pag |
Pah |
Pai |
Paj |
Pak |
Pal |
Pam |
Pan |
Pao |
Pap |
Paq |
Par |
Pas |
Pat |
Pau |
Pav |
Paw |
Pax |
Pay |
Paz
Die Liste der Biografien führt alle Personen auf, die in der deutschsprachigen Wikipedia einen Artikel haben. Dieses ist eine Teilliste mit 128 Einträgen von Personen, deren Namen mit den Buchstaben „Pah“ beginnt.

## Pah

### Paha
- Pahal, Kiran (* 2000), indische Sprinterin
- Pahapill, Mikk (* 1983), estnischer Leichtathlet
- Pahars, Marians (* 1976), lettischer Fußballspieler und -trainer

### Pahd
- Pahde, Cheyenne (* 1994), deutsche Schauspielerin und Sängerin
- Pahde, Valentina (* 1994), deutsche Schauspielerin und Sängerin

### Pahe
- Pahek, Željko (* 1954), serbischer Comiczeichner und Illustrator
- Paheri, Fürst von Elkab

### Pahi
- Pahiño (1923–2012), spanischer Fußballspieler
- Pahinui, Gabby (1921–1980), hawaiischer Steel- und Slack-key-Gitarrist
- Paḫir-Iššan, elamitischer König
- Pahissa i Jo, Jaume (1880–1969), katalanischer Dirigent und Komponist

### Pahl
- Pahl, Adolf (1925–2009), deutscher Lokalhistoriker und Museumsleiter
- Pahl, Aenne (1896–1979), deutsche Malerin
- Pahl, Anja (* 1975), deutsche Schauspielerin
- Pahl, Carlotta (* 2005), deutsche Schauspielerin, Musikerin, Synchronsprecherin und Model
- Pahl, Chris (* 1981), deutscher Jugendreferent und Autor
- Pahl, Franz (* 1949), italienischer Politiker (Südtirol)
- Pahl, Fritz-Wilhelm (1941–2025), deutscher Unternehmer
- Pahl, Georg (1893–1957), deutscher Schauspieler und Hörspielsprecher
- Pahl, Georg (1900–1963), deutscher Fotojournalist
- Pahl, Gerhard (1925–2015), deutscher Maschinenbauingenieur
- Pahl, Gisa (* 1957), deutsche Juristin
- Pahl, Hans-Heinrich (* 1960), deutscher Fußballspieler
- Pahl, Hugo (1900–1986), deutscher Kapitän
- Pahl, Irmgard (1934–2022), deutsche Liturgiewissenschaftlerin
- Pahl, Johann Gottfried (1768–1839), württembergischer Autor, Geistlicher und Politiker
- Pahl, Jörg-Peter (1939–2022), deutscher Erziehungswissenschaftler und Berufspädagoge
- Pahl, Jürgen (* 1956), deutscher Fußballtorhüter
- Pahl, Katja (1919–2001), deutsche Filmschauspielerin
- Pahl, Katja-Annika (* 1971), deutsche Architektin
- Pahl, Lia (* 1924), deutsche Schauspielerin
- Pahl, Magnus (* 1975), deutscher Offizier und Historiker
- Pahl, Manfred (1900–1994), deutscher Maler, Zeichner und Grafiker
- Pahl, Maximilian (1908–1992), deutsch-österreichischer Physiker
- Pahl, Peter Jan (* 1937), deutscher Bauingenieur und Hochschullehrer
- Pahl, Ray (1935–2011), britischer Soziologe
- Pahl, Sabine, Psychologin und Professorin
- Pahl, Simona (* 1978), deutsche Schauspielerin und Synchronsprecherin
- Pahl, Walter (1903–1969), deutscher Gewerkschafter und Publizist
- Pahl, Walter (1923–2011), deutscher Politiker (SPD) und Betriebswirt
- Pahl, Wilhelm Matthäus (1795–1875), deutscher Gymnasiallehrer und Altphilologe
- Pahl, Witold (* 1961), polnischer Politiker (Platforma Obywatelska), Mitglied des Sejm
- Pahl-Rugenstein, Manfred (1910–1990), deutscher Verleger
- Pahl-Weber, Elke (* 1952), deutsche Architektin, Stadtplanerin und Hochschullehrerin
- Pahlau, Otto (1857–1929), deutscher Theaterschauspieler und -regisseur
- Pahlavi, Ashraf (1919–2016), iranische Politikerin und Diplomatin
- Pahlavi, Farah (* 1938), iranische KaiserinFarah Pahlavi (* 1938)

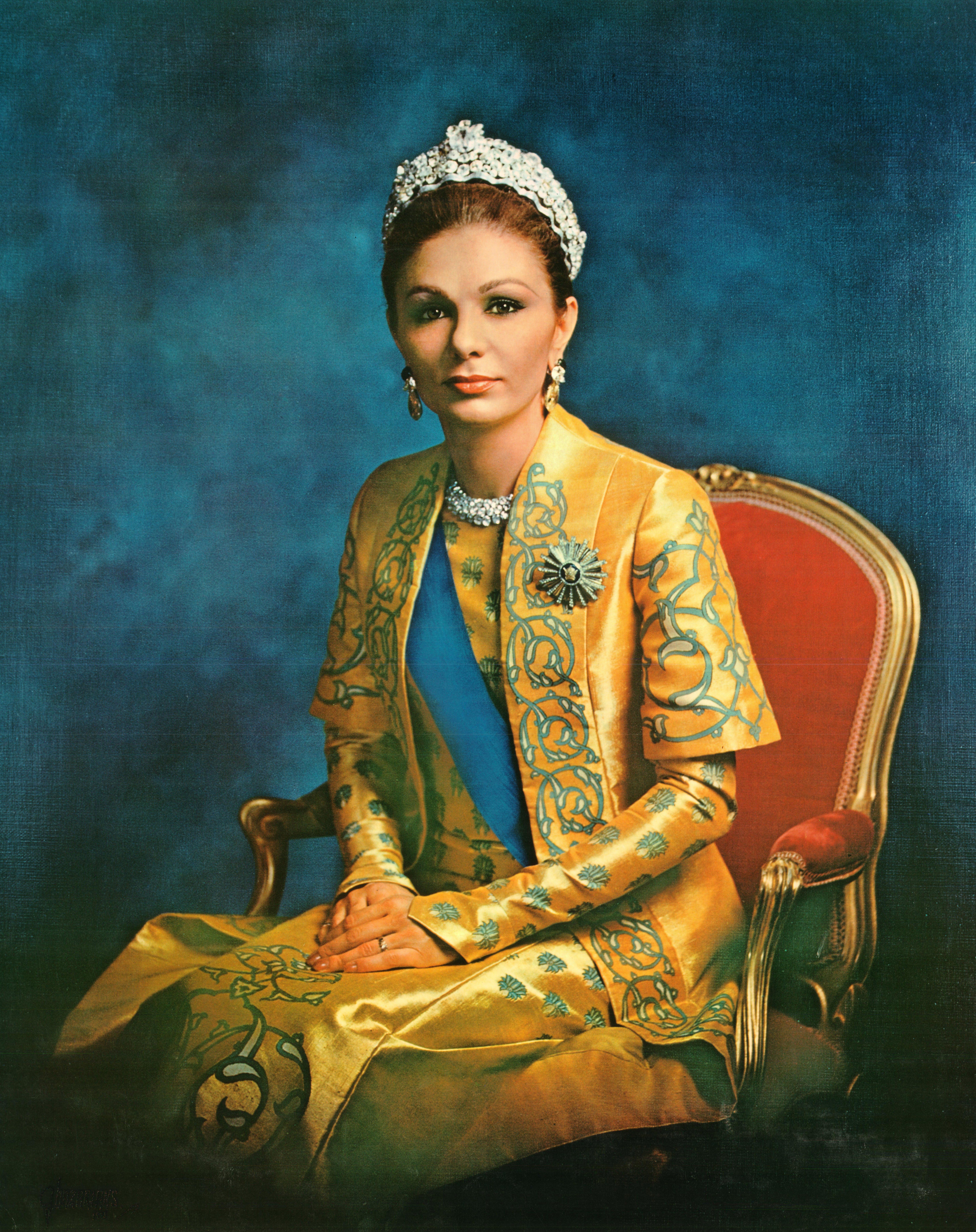
Farah Pahlavi (* 1938)

- Pahlavi, Farahnaz (* 1963), iranische Prinzessin
- Pahlavi, Fatemeh (1928–1987), iranische Prinzessin
- Pahlavi, Gholamreza (1923–2017), iranischer General
- Pahlavi, Mohammad Reza (1919–1980), iranischer Schah von PersienMohammad Reza Pahlavi (1919–1980)

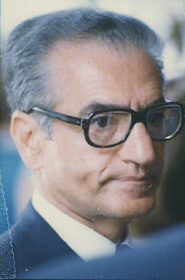
Mohammad Reza Pahlavi (1919–1980)

- Pahlavi, Reza (* 1960), erster Sohn des letzten Schahs des Irans, Mohammad Reza Pahlavi
- Pahlavi, Reza Schah (1878–1944), Schah von Persien
- Pahlavi, Schahnaz (* 1940), iranische Adelige, Tochter des letzten iranischen Schahs
- Pahlavi, Shams (1917–1996), iranische Prinzessin
- Pahlawan Mahmud (1247–1326), choresmischer Ringer, Dichter-Philosoph und Sufi-Lehrer
- Pahlberg, Peter (* 1940), deutscher Schriftsteller
- Pähle, Katja (* 1977), deutsche Politikerin (SPD), MdL
- Pahle, Ted (1899–1979), US-amerikanischer Kameramann
- Pahlen, Arend Diedrich von der (1706–1753), deutsch-estnischer Grundbesitzer
- Pahlen, Carl Magnus von der (1779–1863), russischer Politiker und General der Kavallerie
- Pahlen, Emanuel von der (1882–1952), deutsch-baltischer Astronom und Leiter des Astronomischen Institutes in Basel
- Pahlen, Konstantin von der (1830–1912), russischer Justizminister
- Pahlen, Konstantin von der (1861–1923), deutsch-baltischer russischer Staatsmann und Forschungsreisender
- Pahlen, Kurt (1907–2003), österreichischer Dirigent, Komponist und Musikwissenschaftler
- Pahlen, Paul von der († 1834), russischer General der Kavallerie
- Pahlen, Peter Ludwig von der (1745–1826), russischer General und StaatsmannPeter Ludwig von der Pahlen (1745–1826)

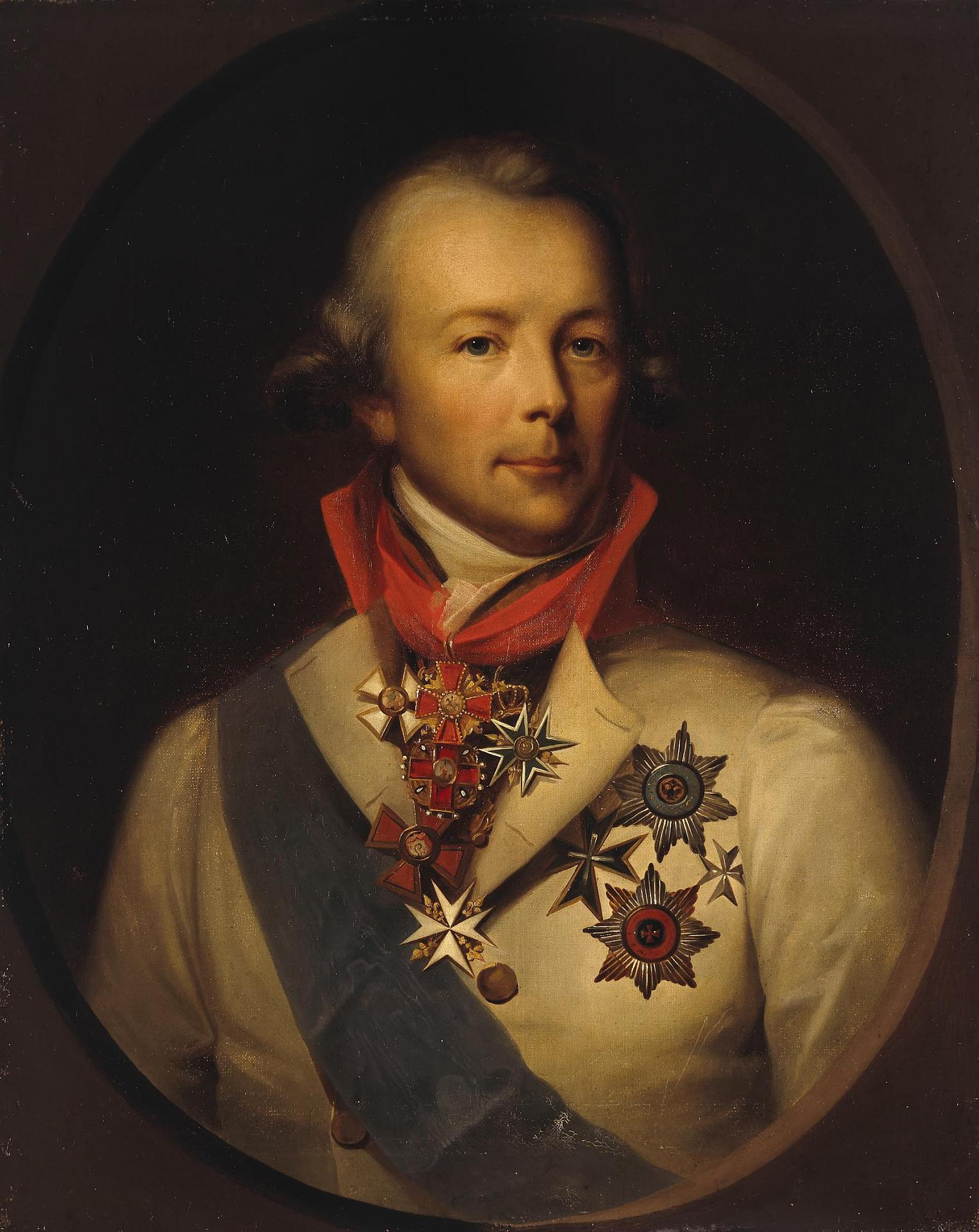
Peter Ludwig von der Pahlen (1745–1826)

- Pahlen, Peter von der (1777–1864), russischer General
- Pahlenberg, Heinrich (1911–1990), deutscher Politiker (CDU), MdL
- Pähler, Paul (1882–1957), deutscher Verwaltungsjurist und Polizeipräsident in Recklinghausen
- Pahlin, Carl (1915–2010), schwedischer Skilangläufer
- Pahling, Karl-Heinz (1927–1999), deutscher Arbeiter, Streikführer beim Volksaufstand des 17. Juni 1953
- Pahlings, Heinrich (1904–1947), deutscher Politiker (NSDAP), MdR und SA-Führer
- Pahlings, Herbert (1939–2012), deutscher Mathematiker
- Pahlitzsch, Arnulf (1933–2013), deutscher Fußballspieler
- Pahlitzsch, Gotthold (1903–1992), deutscher Verfahrensingenieur, Betriebswissenschaftler und Hochschullehrer
- Pahlitzsch, Horst (1936–2007), deutscher Handballspieler
- Pahlitzsch, Johannes (* 1963), deutscher Byzantinist
- Pahlitzsch, Karolina (* 1994), deutsche Leichtathletin
- Pahlitzsch, Katrin (* 1963), deutsche Volleyballspielerin
- Pahlke, Armin (* 1951), deutscher Jurist und Richter am Bundesfinanzhof
- Pahlke, Emil (1828–1893), preußischer Bürgermeister
- Pahlke, Herbert (* 1910), deutscher Fußballspieler und -trainer
- Pahlke, Jens (* 1963), deutscher Fußballspieler
- Pahlke, Julian (* 1991), deutscher Seenotretter, Politiker (Grüne) und Mitglied des BundestagsJulian Pahlke (* 1991)

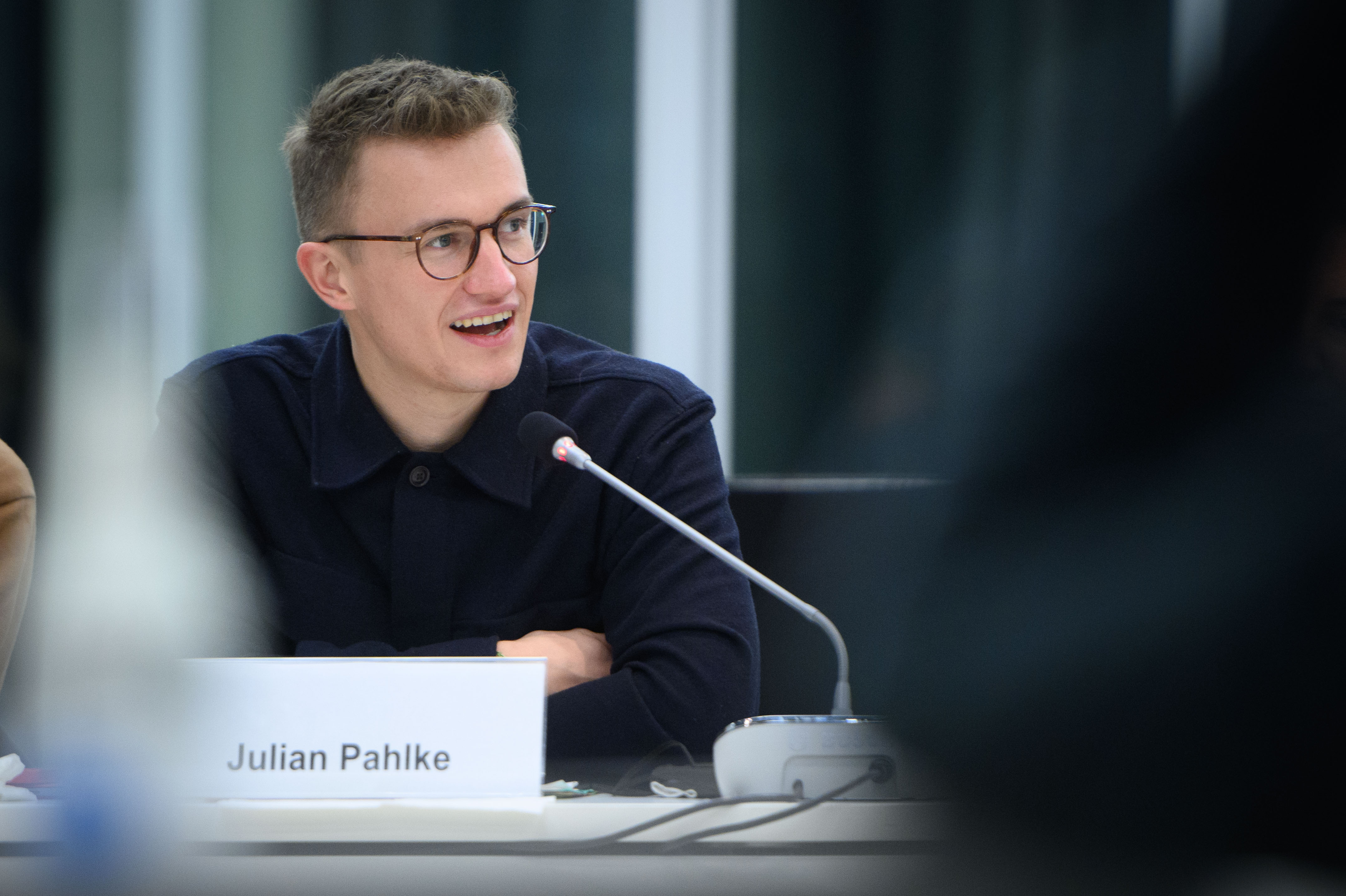
Julian Pahlke (* 1991)

- Pahlke, Jürgen (1928–2009), deutscher Ökonom
- Pahlke, Lisa (* 1987), deutsche bildende Künstlerin
- Pahlke, Reinhard (1866–1937), deutscher Verwaltungsjurist und Politiker
- Pahlmann, Ingrid (* 1957), deutsche Politikerin (CDU), MdB
- Pahlow, Louis (* 1970), deutscher Rechtshistoriker und Hochschullehrer
- Pahlow, Mario (* 1979), deutscher prähistorischer Archäologe
- Pahlplatz, Theo (1947–2023), niederländischer Fußballspieler
- Pahls, Wilhelm (* 1936), deutscher Evangelist, Prediger und Gründer des Missionswerk Die Bruderhand
- Påhlsson, Samuel (* 1977), schwedischer Eishockeyspieler

### Pahm
- Pahmeier, Iris (* 1960), deutsche Sportwissenschaftlerin und Hochschullehrerin

### Pahn
- Pahn, Bettina, deutsche Sopranistin
- Pahn, Elke (* 1942), deutsche Sprechwissenschaftlerin
- Pahn, Johannes Georg (1931–2015), deutscher Arzt, Sprecherzieher und Musikpädagoge
- Pähn, Steffi (* 1995), estnische Schauspielerin
- Pähn, Vello (* 1958), estnischer Dirigent
- Pahncke, Karl Hermann (1850–1912), deutscher evangelischer Geistlicher und Autor
- Pahncke, Robert (1885–1977), deutscher Autor und Studienrat
- Pahncke, Wolfgang (1921–1989), deutscher Hochschullehrer und Sporthistoriker
- Pahner, Hans (* 1891), deutscher Turner
- Pahnke, Anselm (* 1989), deutscher Abenteurer und FilmemacherAnselm Pahnke (* 1989)

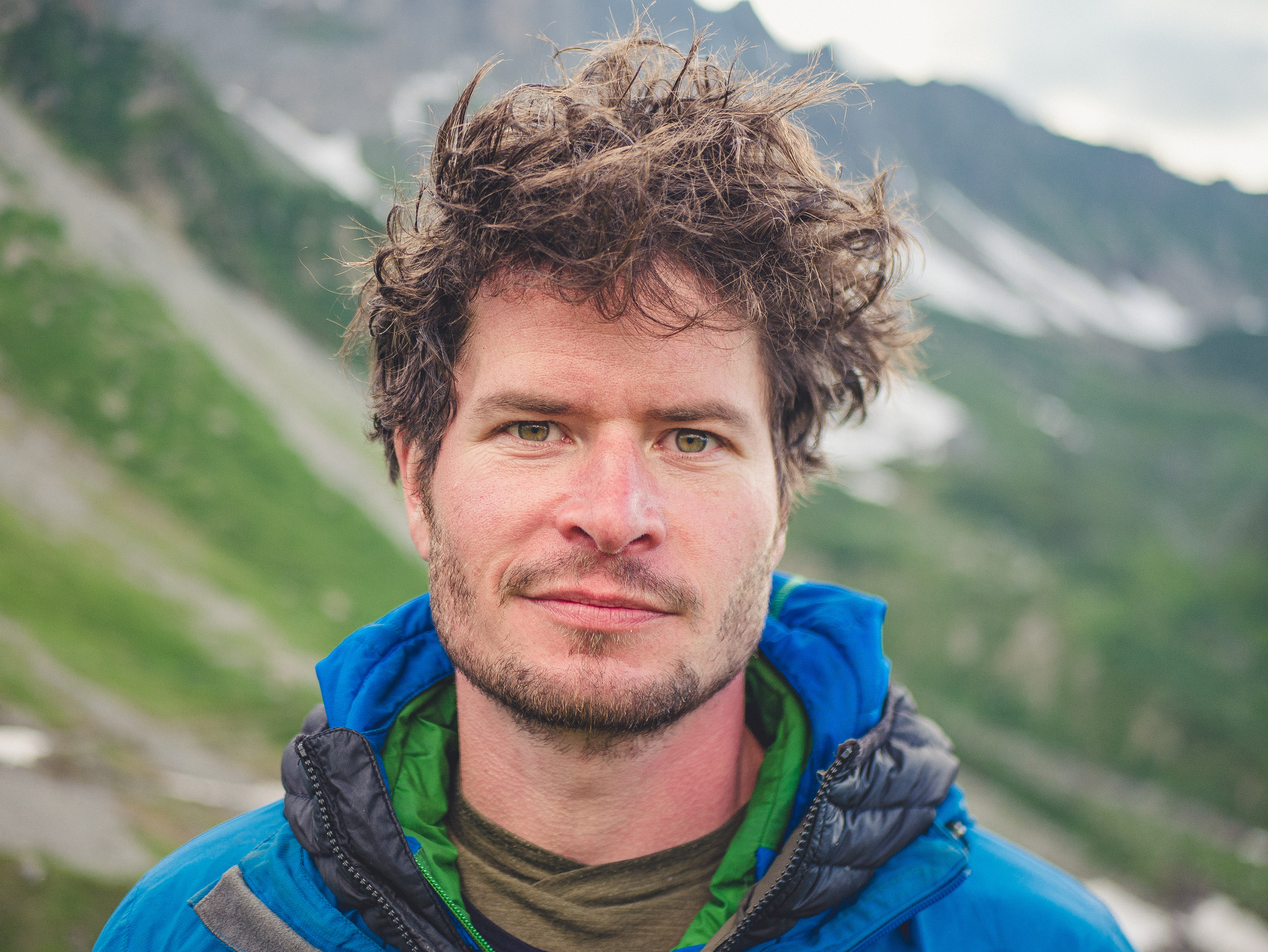
Anselm Pahnke (* 1989)

- Pahnke, Lisbeth (* 1945), schwedische Kinder- und Jugendbuchautorin
- Pahnke, Oliver (* 1998), deutscher Basketballspieler
- Pahnke, Rudi-Karl (* 1943), deutscher Theologe

### Paho
- Pahor, Boris (1913–2022), italienischer Schriftsteller slowenischer Sprache
- Pahor, Borut (* 1963), slowenischer Politiker und amtierender slowenischer Staatspräsident
- Pahor, Marija Jurić (* 1956), österreichische Soziologin

### Pahr
- Pahr, Christoph, deutscher Baumeister, Bildhauer und Stuckateur
- Pahr, Dominicus († 1602), deutscher Baumeister
- Pahr, Franziskus († 1580), deutscher Baumeister
- Pahr, Johann Baptist, deutscher Baumeister
- Pahr, Willibald (* 1930), österreichischer Politiker und Jurist
- Pahren, Emil (1862–1925), deutscher Opernsänger

### Paht
- Pähtz, Elisabeth (* 1985), deutsche SchachspielerinElisabeth Pähtz (* 1985)

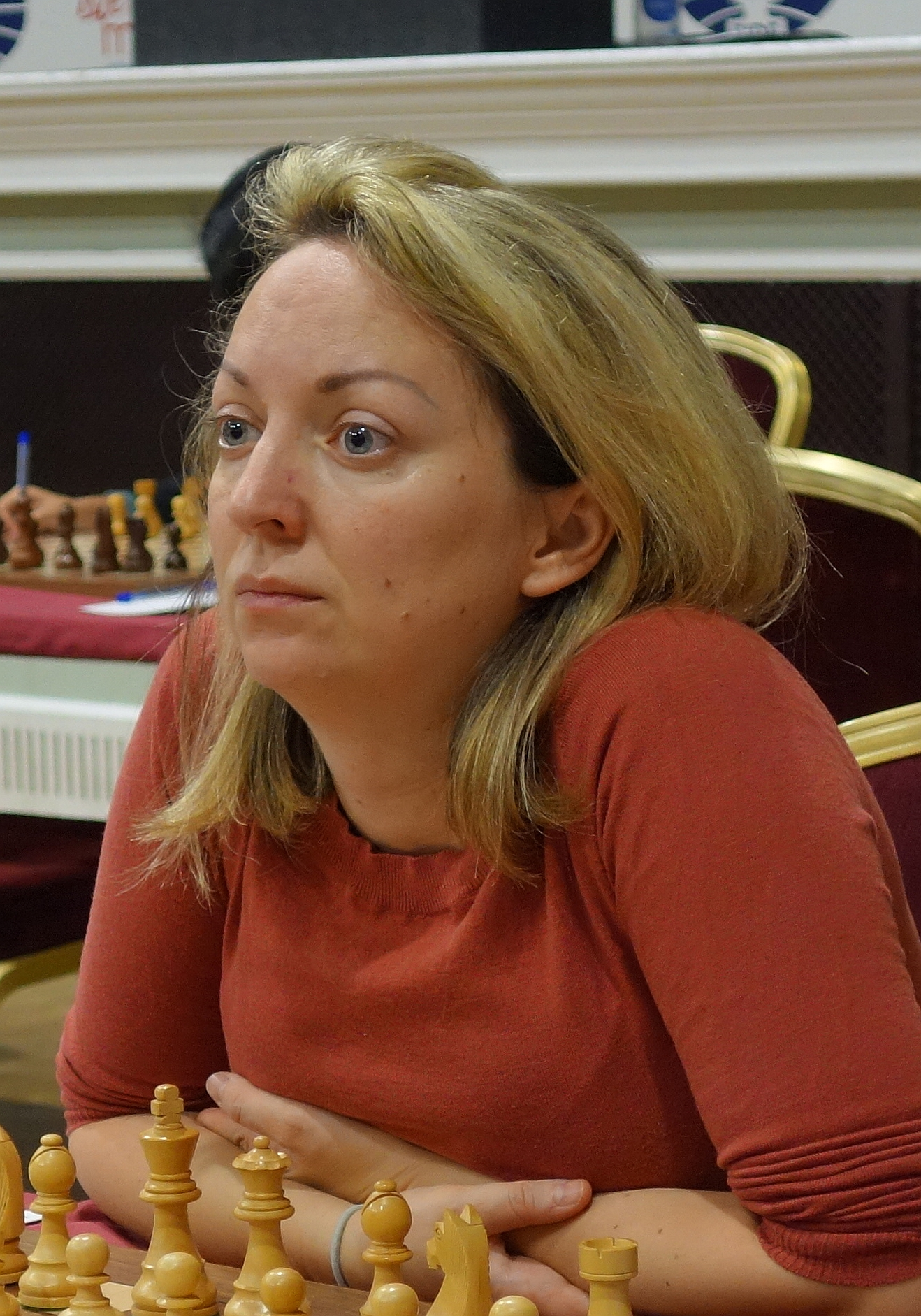
Elisabeth Pähtz (* 1985)

- Pähtz, Thomas (* 1956), deutscher Schachspieler

### Pahu
- Pahud de Mortanges, Charles (1896–1971), niederländischer Vielseitigkeitsreiter
- Pahud de Mortanges, Elke (* 1962), deutsche römisch-katholische Theologin
- Pahud de Mortanges, René (* 1960), niederländisch-schweizerischer Rechtshistoriker
- Pahud, Emmanuel (* 1970), Schweizer Flötist
- Pahud, Henri (1885–1970), Schweizer Unternehmer und Politiker (FDP)
- Pahud, Jean-Louis (1909–1993), Schweizer Diplomat
- Pahuja, Mukul, US-amerikanischer Pokerspieler
- Pahuja, Nisha (* 1969), indisch-kanadische Filmregisseurin
- Pahutjak, Halyna (* 1958), ukrainische Schriftstellerin